# تعليم مستمر
التعليم المستمر (على غرار التعليم الإضافي في المملكة المتحدة وأيرلندا) هو مصطلح شامل في قائمة واسعة من أنشطة وبرامج التعلم بعد المرحلة الثانوية. يستخدم المصطلح بشكل رئيسي في الولايات المتحدة وكندا.
تشمل الأشكال المعترف بها لأنشطة التعلم بعد المرحلة الثانوية داخل المجال: الدورات الدراسية للحصول على درجات علمية من قبل الطلاب غير التقليديين، والتدريب المهني بدون درجة، وإصلاح الكلية، وتدريب القوى العاملة، ودورات الإثراء الشخصي الرسمية (سواء داخل الحرم الجامعي أو عبر الإنترنت).